# Rasgar o Céu
Rasgar o Céu (em castelhano:  A ras del cielo) é um documentário luso-espanhol-mexicano realizado e escrito por Horacio Alcalá. Estreou-se nos cinemas de Portugal a 18 de junho de 2015. Também foi exibido na RTP2 a 6 de julho de 2015.

## Elenco
- Antonio Segura
- Damian Istria
- Erika Nguyen
- Max La Sala